# 鄧羨
鄧 羨（とう せん、465年 - 518年）は、北魏の官僚。本貫は安定郡。

## 経歴
鄧霊珍の子として生まれた。中書学生・侍御史を歴任し、斉州武昌王征虜長史として出向した。李元護が斉州刺史となると、鄧羨はその下で長史となり、魏郡太守を兼ねた。斉州にあること10年、3人の刺史に仕えて、清廉な勤務態度で知られ、良二千石と称された。503年（景明4年）、中山王元英が義陽を攻撃すると、鄧羨はその下で軍司をつとめた。帰還すると諫議大夫となり、給事黄門侍郎を兼ねた。侍中の游肇が畿内大使となると、鄧羨は游肇を補佐した。後に北海王元詳に賄賂を贈って、大司農少卿に転じた。行荊州事として出向し、征虜将軍・郢州刺史に転じ、義陽に駐屯した。州においての収奪は厳しく、于忠に賄賂を贈って、給事黄門侍郎として召還された。まもなく黄門侍郎のまま後将軍・河南尹の任を加えられた。任につかないうちに、元昭が河南尹とされたため、鄧羨は黄門侍郎のまま平南将軍の号を加えられた。義陽での戦功により、安陽県開国子に封じられた。ときに河北で洪水が起こり、反乱が頻発して、民衆は飢えに苦しんだ。鄧羨は尚書を兼ね、仮の散騎常侍となり、持節として河北で民衆の救恤にあたった。518年（神亀元年）、発疹のために死去した。享年は54。鎮東将軍・青州刺史の位を追贈された。諡は恭といった。

## 子女
- 鄧躋（長男。字は伯昇。秘書郎。前将軍・太中大夫・梁州開府長史。梁州刺史の元羅とともに梁軍に敗れて捕らえられ、江南で死去した）

## 伝記資料
- 『魏書』巻24 列伝第12